# Lalldhwojia
Lalldhwojia es un género de plantas herbáceas perteneciente a la familia de las apiáceas.Comprende 4 especies descritas y de estas, las 4 en discusión.

## Taxonomía
El género fue descrito por Michel A. Farille y publicado en Revue Générale de Botanique 91(1076–1078): 27. 1984. La especie tipo es: Lalldhwojia staintonii Farille

## Especies
A continuación se brinda un listado de las especies del género Lalldhwojia descritas hasta julio de 2013, ordenadas alfabéticamente. Para cada una se indica el nombre binomial seguido del autor, abreviado según las convenciones y usos.
- Lalldhwojia acronemifolia (H.Wolff) M.F.Watson ex D.G.Long
- Lalldhwojia cooperi Farille
- Lalldhwojia pastinacifolia Pimenov & Kljuykov
- Lalldhwojia staintonii Farille